# Silma

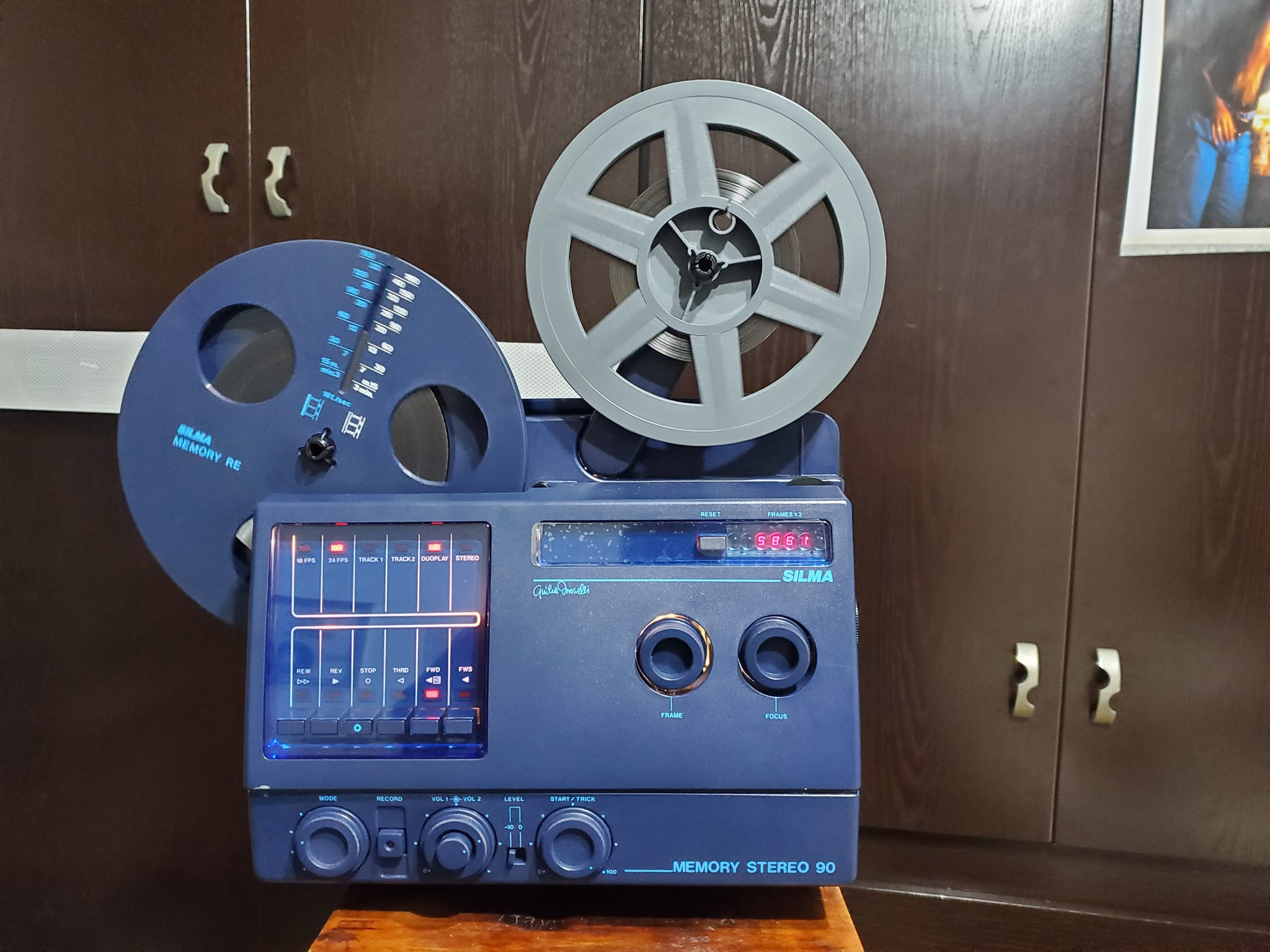
Silma Memory Stereo 90 (1983)

Silma era un'azienda produttrice di proiettori e cineprese 8mm e Super 8, fondata nel 1951 a Rivoli (TO).

## Storia
Fondata nel 1951 come Cirse SpA, nel 1959 prese il nome Filma SpA.
Dal 1965 assunse il nome Silma, dal 1978 fece parte della tedesca Bauer, azienda del gruppo Bosch. Oltre a realizzare prodotti anche con il marchio Bauer, produsse apparecchiature per altre aziende del settore, come Bolex Paillard, Eumig, Rollei Gaf, Zeiss-Ikon, Bell & Howell, Canon, Fumeo.
Sul mercato italiano riscosse un buon successo di vendita il proiettore sonoro magnetico Bivox, in grado di riprodurre sia film 8mm che Super 8.
Ebbe anche sede ad Almese (TO), in via Caduti 58.
Cessò l'attività nel 1985. Silma è stato l'ultimo produttore di proiettori Super 8 in Europa a chiudere i battenti.